# Mikhail Ignatov (cầu thủ bóng đá, sinh 2000)
Mikhail Aleksandrovich Ignatov (tiếng Nga: Михаил Александрович Игнатов; sinh ngày 4 tháng 5 năm 2000) là một cầu thủ bóng đá người Nga. Anh thi đấu cho F.K. Spartak-2 Moskva.

## Sự nghiệp câu lạc bộ
Anh có màn ra mắt tại Giải bóng đá Quốc gia Nga cho F.K. Spartak-2 Moskva vào ngày 5 tháng 3 năm 2018 trong trận đấu với FC Fakel Voronezh.